# USS O'Brien (DD-415)
USS O'Brien (DD-415) byl americký torpédoborec třídy Sims. Do služby byl zařazen v roce 1940. Za války nejprve dva roky operoval v Atlantiku (Neutrality Patrol), poté přesunut do Pacifiku, kde zejména doprovázel konvoje. V září 1942 ho při eskortě konvoje na Guadalcanal zasáhlo torpédo z japonské ponorky. Poškozená loď se o měsíc později rozlomila a potopila během plavby do USA k opravám. Během své služby loď získala jedno vyznamenání Battle star.

## Stavba
O'Brien postavila loděnice Boston Navy Yard ve stejném doku jako sesterské lodě USS Walke, USS Lansdale a USS Madison. Stavba byla zahájena 31. května 1938 a dne 20. října 1939 byl trup lodi spuštěn na vodu. Do služby O'Brien vstoupil 2. března 1940.

## Konstrukce
Základní výzbroj tvořilo pět 127mm kanónů, z nichž kanóny 1, 2 a 3 byly umístěny v dělových věžích, zatímco čísla 3 a 4 stála v nekrytých postaveních. Torpédovou výzbroj představovalo celkem 12 hlavní ráže 533 mm – loď nesla tři čtyřhlavňové torpédomety. Protiletadlovou výzbroj zpočátku tvořily pouze čtyři 12,7mm kulomety. Pohonný systém tvořily tři kotle Babcock and Wilcox a dvě turbíny Westinghouse. Lodní šrouby byly dva. Nejvyšší rychlost dosahovala 35 uzlů.

## Služba

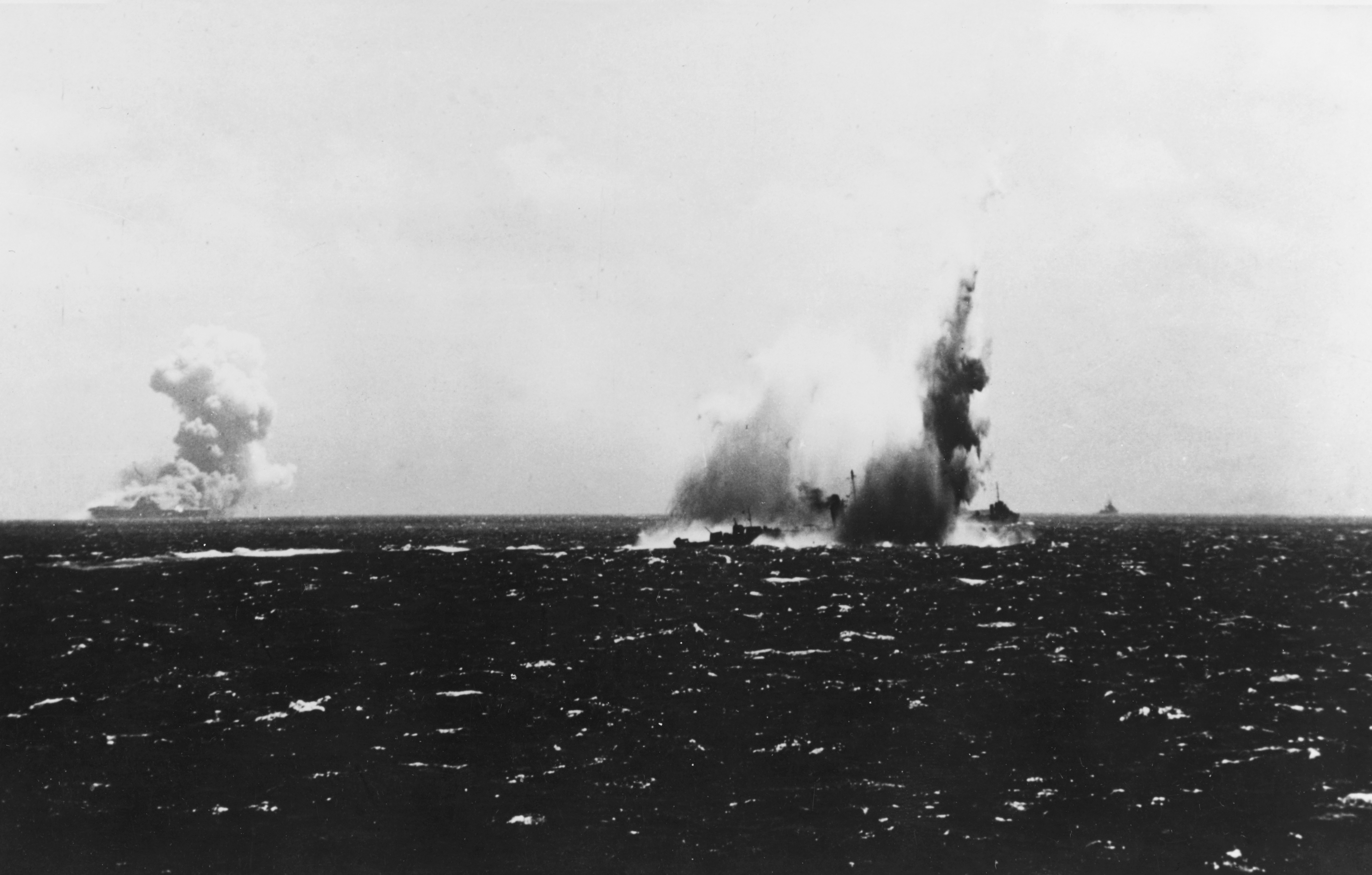
USS O'Brien ve chvíli, kdy jeho příď zasáhlo torpédo z japonské ponorky. V pozadí je potápějící se letadlová loď USS Wasp, zasažená o několik okamžiků dříve

V letech 1940–1941 loď operovala na východním pobřeží USA, aby byla v lednu 1942 odvelena do Pacifiku, kde především eskortovala konvoje. Od srpna 1942 pak O'Brien operoval v oblasti Šalomounových ostrovů.
V září 1942 loď doprovázela konvoj na Guadalcanal. Dne 15. září 1942 byl doprovod konvoje napaden japonskými ponorkami I-15 a I-19, které potopily letadlovou loď USS Wasp a poškodily bitevní loď USS North Carolina a samotný O'Brien. Příď torpédoborce zasáhlo torpédo původně vypuštěné na letadlovou loď USS Hornet. Původní cíl minulo. Výbuch přitom způsobil především strukturální poškození trupu.
Poškozený O'Brien odplul na Espiritu Santo, kde ho provizorně opravil nosič hydroplánů USS Curtiss. Poté se vydal na plavbu do USA k opravě. Po cestě se zastavil v přístavu Nouméa, kde další opravy provedla loď Argonne, dále zastavil v přístavu Suva na Fidži. Dne 19. října 1942 poblíž ostrova Samoa však narušená konstrukce trupu nevydržela namáhání, loď se rozlomila na dva kusy a potopila. Při potopení torpédoborce nikdo nezahynul. Poškozený O'Brien dokázal na své cestě do USA urazit celých 3 000 námořních mil (cca 5 500 km).